# 남자친구를 대출받아서 샀습니다
《남자친구를 대출받아서 샀습니다》(彼氏をローンで買いました 카레시오론데카이마시타[*])는 2018년 3월 9일부터 매주 월요일과 금요일 새벽 12시에 dTV와 FOD에서 공개된 웹 드라마이다. 
에이벡스 통신 방송의 영상 서비스인 dTV와 후지 TV의 태그에 따른 오리지널 드라마로 네 번째이다. ‘dTV’ 2018년 상반기 시청 랭킹에서 10위 안에 들었다. 2018년 8월 10일부터 지상파 후지 TV 계열(매주 토요일 새벽 12시 55분 (금요일 심야) 부터), 2019년 10월 7일부터 BS후지(매주 월요일 밤 11시부터)에서도 방송됐다. 
본작과 같은 세계관의 이야기가 전개되는 컬래버레이션 작품 《KISSしたい睫毛 / KISS하고 싶은 속눈썹》(4부작)이 2018년 3월 6일부터 후지 TV에서 매주 수요일 밤 11시 30분에 방송됐다. 

## 등장 인물
- 마노 에리나 : 우키시마 타에(浮島多恵) 역 - 캐피탈 홀딩스 도쿄의 안내 데스크 직원, 트리플즈 중 센터
- 요코하마 류세이 : 세츠나 준(刹那ジュン) 역 - 타에가 어둠의 사이트에서 구매한 남자친구 (월 39,800엔 / 10년 대출)
- 히사마츠 이쿠미 : 이야마 유메(飯山由愛) 역 - 캐피탈 홀딩스 도쿄의 안내 데스크 직원, 트리플즈 중 최연소
- 오노 유리코 : 안도 히요리(安藤ひより) 역 - 캐피탈 홀딩스 도쿄의 안내 데스크 직원, 트리플즈 중 최연장
- 후치카미 야스시 : 시라이시 슌페이(白石俊平) 역 - 해외 사업부 직원, 타에의 남자친구
- 하세가와 쿄코 : 난바 레이카(南場麗香) 역 - 전 캐피탈 홀딩스 도쿄의 안내 데스크의 전설의 직원
- 츠지 카린 : 모리카와 카오루(森川薫) 역 - 시라이시 슌페이의 바람난 상대 여성, 1화와 2화에만 출연

## 방영 일정
| 화수  | 공개일         | 공개일         |
| 화수  | dTV, FOD       | 채널W          |
| ----- | -------------- | -------------- |
| 제1화 | 2018년 3월 9일 | 2020년 3월 2일 |
| 제2화 | 3월 12일       | 2020년 3월 2일 |
| 제3화 | 3월 16일       | 3월 9일        |
| 제4화 | 3월 19일       | 3월 9일        |
| 제5화 | 3월 23일       | 3월 16일       |
| 제6화 | 3월 26일       | 3월 16일       |
| 제7화 | 3월 30일       | 3월 23일       |
| 제8화 | 4월 2일        | 3월 23일       |

| 채널W 월요일 밤 11시 ~ 12시             | 채널W 월요일 밤 11시 ~ 12시                                       | 채널W 월요일 밤 11시 ~ 12시 |
| 이전 작품                               | 작품명                                                            | 다음 작품                   |
| --------------------------------------- | ----------------------------------------------------------------- | --------------------------- |
| 라스트 캅 (2020년 12월 2일 ~ 12월 30일) | 남자친구를 대출받아서 샀습니다 (2020년 3월 2일 ~ 2020년 3월 23일) | -                           |